# Bürgermeisterei Kürten

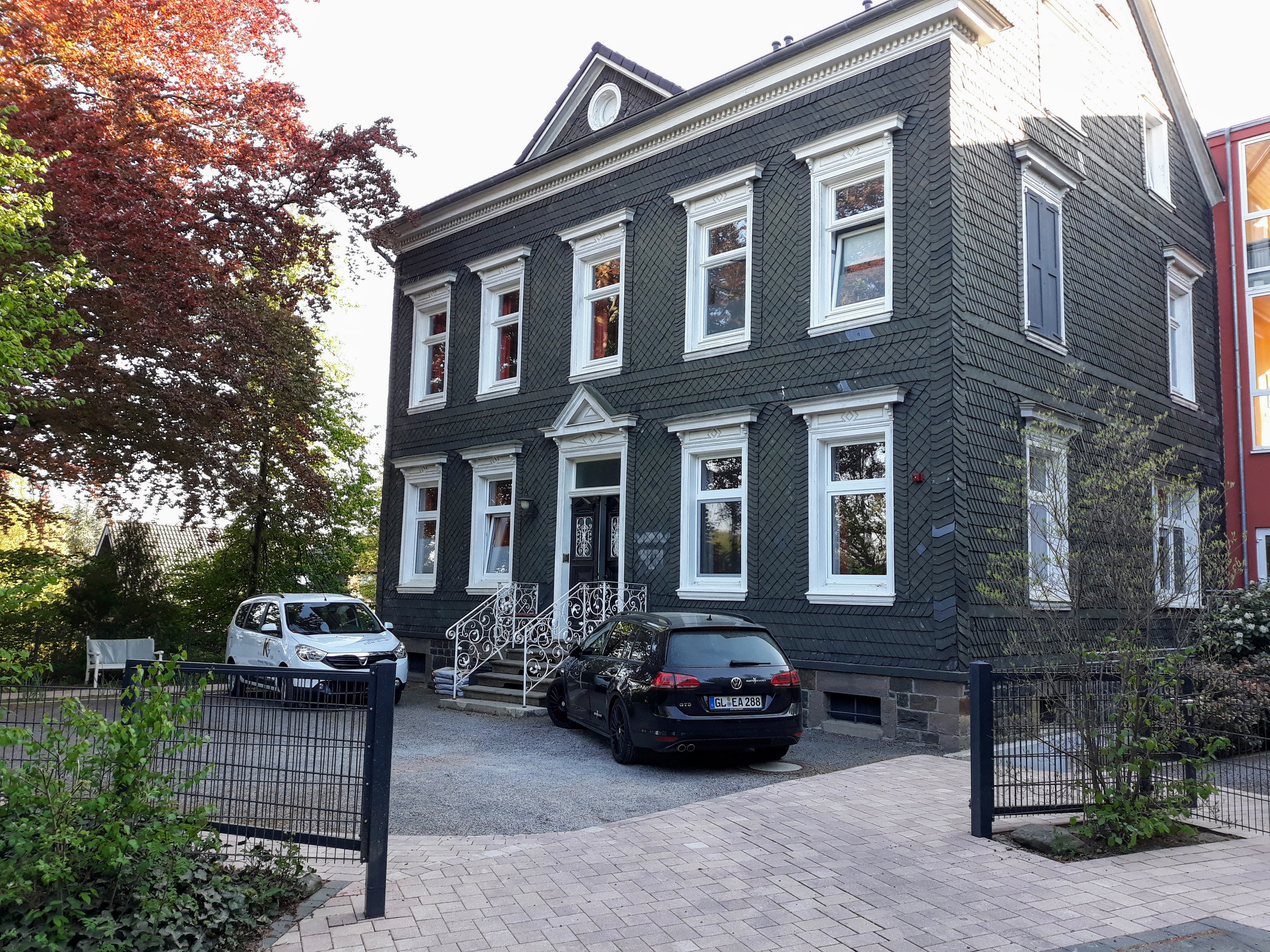
Das alte Rathaus der Bürgermeisterei Kürten (heute Altenwohnheim)

Die Bürgermeisterei Kürten war eine von sechs Bürgermeistereien im Kreis Wipperfürth im Regierungsbezirk Köln in der preußischen Rheinprovinz. Sie entstand 1816 aus der Mairie Kürten, die von den Franzosen im Großherzogtum Berg errichtet wurde. Mit dem preußischen Gesetz über die Regelung verschiedener Punkte des Gemeindeverfassungsrechts vom 27. Dezember 1927 wurden die preußischen Bürgermeistereien in Ämter überführt, wodurch aus der Bürgermeisterei Kürten das Amt Kürten wurde. Am 1. Juli 1929 kamen die beiden Gemeinden Olpe und Wipperfeld des aufgelösten Amtes Olpe zum Amt dazu. Das Amt Kürten bestand im Rheinisch-Bergischen Kreis fort, bis es zum 1. Januar 1975 durch das Köln-Gesetz aufgelöst wurde. Bechen, Kürten und Olpe bildeten die neue Gemeinde Kürten, während Wipperfeld zur Stadt Wipperfürth kam.

## Infrastruktur
An überregionalen Straßen gab es die alte Wipperfürther Straße, die heutige Bundesstraße 506 und alte Heerstraße von Köln über Gladbach nach Wipperfürth und die Provinzialstraße Mülheim–Wipperfürth, die bis Gladbach 1842 (die sogenannte Fürstenbergische Kunststraße) und bis Spitze 1848 fertiggestellt wurde.
Seit 1876 verfügte Kürten über ein Kaiserliches Postamt III. Klasse, dass sich gegenüber der Ahlenbacher Mühle befand. Es war Verbindungsstation der Telegraphenstationen Wipperfürth und Bensberg.
Die Bürgermeisterei wurde zunächst von den privaten Räumen des Bürgermeisters betrieben. 1893 wurde schließlich das alte Amt an der Bergstraße für diese Zwecke erbaut.

## Gemeinden und Ortschaften
Um 1828 gehörten zur Bürgermeisterei Kürten (seinerzeit noch Cürten geschrieben) insgesamt unter anderem zwei Dörfer und 89 Bauerngüter. Vier Kirchen und Kapellen sowie sieben Mühlen wurden verzeichnet. Insgesamt gab es 3.600 Einwohner, davon 3.590 mit katholischem und 10 mit evangelischem Glauben.
Im Einzelnen (nach Möglichkeit in der heutigen Schreibweise):

### Kürten
Das Kirchdorf Kürten mit einer katholischen Pfarrkirche und 60 Einwohnern. Dazu gehörten Ahlen, Biesfeld, Breibach, Oberberg, Broich, Börsch (Oberbörsch und Unterbörsch), Oberkollenbach, Dahl, Dicke, Dhünnberg, Oberduhr, Eichhof, Engeldorf, Eisenkaul, Eulen, Hachenberg, Hähn, Heidschlade, Hechelkotten, Herweg (heute Hutsherweg), Hülsensteeg, Hufe, Hungenbach, Calenberg, Oberclev, (Ober-)Laudenberg, Lenzholz, Sennekusen, Linde, Meißwinkel, Miebach, Morteln, Oberhausen, Oeldorf, Offermannsheide, Pütz, Petersberg, Röttgen, Schmitte, Oberselbach, Unterselbach, Sülze, Steeg, Weiden, Weier, Winterschladen, Winterberg, Orth (heute Wolfsorth), Bech, Niederkollenbach, Eiserwarr, Höhe (heute Herrenhöhe), Kettenberg, Scheid, Heid, Unterclev (heute Cleverhof), Langenstück, Rodenbach, Grundermühle und Siebelsmühle.
Die evangelischen Einwohner gehörten zur evangelischen Gemeinde Delling.

### Bechen
Das Kirchdorf Bechen, mit einer katholischen Pfarrkirche und 58 Einwohnern. Dazu gehörten Altenhaus, Durhaus, Kotzberg, Oertgen (heute Schanze), Eiberg, Eikamp, Heidergansfeld, Herweg, Oberossenbach, Höchsten, Höhe (heute Herrenhöhe), Holz, Hommermühle, Oberkalsbach, Unterkalsbach, Kleinheide, Knappstockberg, Kochsfeld, Krautweg, Müllenberg, Nelsbach, Nußbaum, Plätzmühle, Pohl, Neuenhaus, Schnappe, Pompelbusch, Rodenbach, Richerzhagen, Schwarzendahl (heute Schwarzeln), Struch, Stockberg, Trienenhaus, Unterossenbach, Viersbach, Altensaal, Neuensaal, Klief, Haaswinkel, Hau, Königsspitze, Kragau, Straßen und Wehrkotten.
Die evangelischen Einwohner gehörten zur evangelischen Pfarre Dabringhausen.
Mit der Einführung der Gemeindeordnung für die Rheinprovinz von 1845 wurde die Bürgermeisterei in die zwei Gemeinden Kürten und Bechen gegliedert.